# Музей-Ротонда
Музей-Ротонда — один из старейших специализированных музеев Англии. Располагается в г. Скарборо. Построен в 1829 году по проекту геолога Уильяма Смита при поддержке Философского общества Скарборо. В музее демонстрируются палеонтологические и геологические коллекции, собранные на территории Йоркшира. Здесь также хранятся хорошо сохранившиеся остатки Гристорпского человека, жившего в раннем бронзовом веке. В 2008 году музей открылся после масштабной реконструкции.